# Massacres de Sétif, Guelma i Kherrata

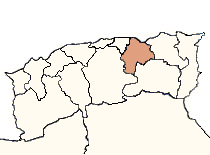
Mapa d'Algèria destacant la província de Sétif

Les massacres del 8 de maig, també conegudes com a massacre de Sétif o massacres de Sétif i Goulam, van ser un seguit de disturbis i assassinats ocorreguts a la ciutat comercial de Sétif, a l'Algèria francesa, prop de Constantina, el 1945. La policia local francesa va obrir foc contra manifestants algerians en una protesta celebrada el 8 de maig de 1945. Posteriorment, algunes manifestacions celebrades a la mateixa ciutat van acabar amb atacs en colons (assentaments) francesos situats a les zones agrícoles dels voltants, provocant la mort de 103 persones. Més tard, les autoritats franceses i d'altres colons europeus van realitzar atacs que encara van provocar més morts entre la comunitat musulmana de la regió: s'estima que van morir entre 15.000 i 45.000 persones. Tant l'inici d'aquest conflicte com la naturalesa indiscriminada de la repressió són considerades com un punt de no retorn en les relacions francoalgerianes, conduint a la Guerra d'Algèria (1954–1962).

## Antecedents
El moviment anticolonialista va començar a organitzar-se abans de la Segona Guerra Mundial, liderat per Messali Hadj i Ferhat Abbas. El sentiment antifrancès s'havia anat construint al llarg del país durant mesos, consolidant-se amb un seguit de protestes a diverses ciutats, com ara Mostaganem, mesos abans del conflicte. Alguns dels factors que van influenciar, a part de l'emergència del nacionalisme àrab, eren la situació global de sequera i de fam que havien impactat la regió de Constantina. Amb la fi de la Segona Guerra Mundial, 4.000 manifestants van sortir als carrers de Sétif per a pressionar les noves demandes d'independència a l'administració francesa.

## Inici

Bandera dels nacionalistes algerians el 1945

El primer conflicte es va produir el matí del 8 de maig de 1945, el mateix dia que l'Alemanya Nazi es va rendir en el marc de la Segona Guerra Mundial. Una manifestació celebrada per uns 5.000 manifestants algerians musulmans que celebraven el final de la guerra va acabar amb una confrontació entre els participants i els gendarmes francesos locals, quan els darrers van intentar retirar banderes que atacaven el poder colonial imperant. No s'ha aclarit encara qui va obrir foc en primer lloc, però tant els manifestants com els policies van rebre l'impacte de bales. Posteriorment, alguns musulmans que es trobaven a la manifestació van disparar contra europeus que trobaven als carrers. Una manifestació menys multitudinària celebrada a Guelma va ser dispersada aquell mateix vespre. Com a conseqüència, es van realitzar diversos atacs contra la comunitat de pieds-noirs (colons frances) a la regió agrícola dels voltants, provocant la mort de 103 persones d'origen europeu, així com un centenar de ferits. L'historiador Alistair Horne va publicar que hi va haver diversos casos de violacions, a més d'assegurar que molts dels cossos havien estat mutilats.

## Supressió francesa
Després de cinc dies de caos, l'exèrcit i la policia francesos van suprimir la revolta, duent a terme posteriorment un seguit de represàlies pels atacs als assentaments. L'exèrcit, on s'hi incloïa la Legió Estrangera i tropes marroquines, algerianes, tunisianes i senegaleses, va realitzar execucions sumàries, en el marc d'un ratissage ("rastellar"), entre les comunitats rurals musulmanes sospitoses d'haver-se involucrat en els fets. Les mechtas (pobles musulmans) més inaccessibles van ser bombardejades per l'aviació francesa, mentre que el creuer Duguay-Trouin, disposat prop de la costa, al golf de Bugia, va bombardejar Kherrata. Els vigilants pied-noir van linxar presoners detinguts en presons locals i van disparar a l'atzar musulmans que no portaven una banda blanca al braç (com havia imposat l'exèrcit). Està demostrat que la majoria de les víctimes musulmanes no havien estat implicats en la revolta original que va causar aquesta repressió.
Aquests atacs van provocar la mort d'entre 1.020 (el nombre oficial que els francesos van donar en el marc de l'Informe Tubert que es va redactar poc després de les massacres) i 45.000 persones (tal com va assegurar l'emissora Radio Cairo en aquell moment). Horne exposa que la xifra més aproximada és de 6.000 després de consultar els historiadors més objectius, però reconeix que aquesta xifra només és estimativa.

## Conseqüències
La revolta de Sétif i la subseqüent repressió van marcar un punt i apart en les relacions entre França i la població musulmana sota el seu control des del 1830, quan França va colonitzar Algèria. Mentre que els detalls dels assassinats de Sétif van ser menystinguts a la França metropolitana, l'impacte en la comunitat musulmana algeriana va ser traumàtic, especialment entre el gran nombre de soldats musulmans que hi havia a l'exèrcit francès i que estaven tornant de la guerra a Europa. Nou anys més tard es va iniciar una revolta general al país mediterrani que va conduir a la seva independència de França el març de 1962, després de la signatura dels Acords d'Évian.

## Impacte en les relacions actuals entre Algèria i França

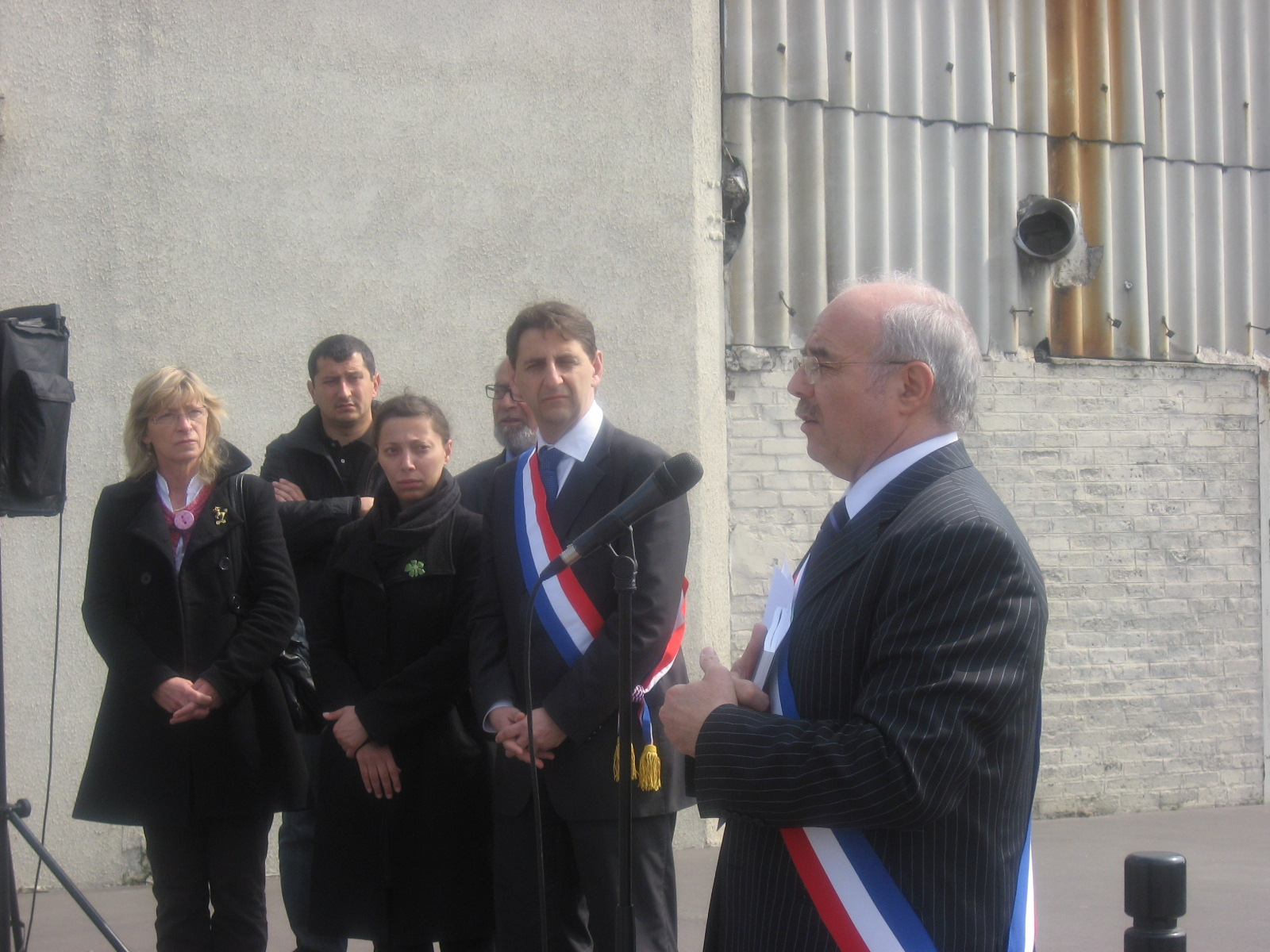
Funcionaris francesos en el marc d'una cerimònia de record per les víctimes de la massacre de Sétif, celebrat a Aubervilliers el 9 de maig de 2010.

El febrer de 2005, Hubert Colin de Verdière, ambaixador francès a Algèria, va disculpar-se formalment per la massacre, descrivint-la com una "tragèdia inexcusable", en el que va ser descrit com "el comentari més explícit de l'estat francès sobre la massacre".

## En la cultura popular
El cinema algerià, molt ric en el gènere del cinema bèl·lic, ha descrit aquestes massacres més d'una vegada. Quan la pel·lícula Hors-la-loi, del director Rachid Bouchareb, va ser nominada a millor pel·lícula al Festival Internacional de Cinema de Canes de 2010, els pieds-noirs francesos, els harkis i diversos veterans de guerra es van manifestar en contra de la projecció de la pel·lícula en cinemes francesos, considerant que el llargmetratge distorsionava la realitat.